# Adolf Ioffe
Adolf Abramowicz Ioffe (Joffe), ros. Адольф Абрамович Иоффе, (ur. 28 września?/10 października 1883 w Symferopolu, zm. 16 listopada 1927 w Moskwie) – sowiecki polityk, dyplomata, zwolennik Lewicowej Opozycji w RKP(b)/WKP(b).

## Życiorys
Pochodził z zamożnej kupieckiej rodziny żydowskiej lub karaimskiej z Krymu, uważany był za jednego z bardziej inteligentnych bolszewików. Działalność rewolucyjną rozpoczął jako nastolatek – już pod koniec lat dziewięćdziesiątych XIX wieku. W 1903 wstąpił do Socjaldemokratycznej Partii Robotniczej Rosji, opowiadając się po stronie frakcji mienszewików. W 1904 przydzielono mu przemyt materiałów agitacyjnych do Baku, z którego wywiązał się znakomicie.
W czasie rewolucji 1905 przebywał w Moskwie, po czym zmuszony był wyemigrować, początkowo do Berlina, a następnie do Wiednia, gdyż prześladowała go policja niemiecka. W stolicy Austrii redagował „Prawdę” wraz z Lwem Trockim.
Często wyjeżdżał do Rosji – w 1912 został pojmany i uwięziony na rok. W 1913 skazany na dożywotnie zesłanie na Syberii. Po rewolucji lutowej i obaleniu caratu uwolniony w wyniku amnestii ogłoszonej przez Rząd Tymczasowy. W kwietniu 1917 przybył do Piotrogrodu jako mienszewik-internacjonalista, związał się z kierowaną przez Lwa Trockiego frakcją międzydzielnicowców SDPRR. Na VI zjeździe SDPRR(b) (8–16 sierpnia 1917) wraz z Trockim wszedł w skład SDPRR(b) jako zastępca członka KC i sekretarz KC SDPRR(b). W sierpniu 1917 wybrany również do piotrogrodzkiej dumy miejskiej, reprezentował bolszewików. W czasie przewrotu bolszewickiego (rewolucji październikowej) członek Piotrogrodzkiego Komitetu Wojskowo-Rewolucyjnego, sztabu przewrotu. W listopadzie 1917 w demokratycznych wyborach do Konstytuanty wybrany na deputowanego z okręgu Psków z listy bolszewików. W grudniu 1917 przybył wraz z Trockim do Brześcia na rozmowy z Niemcami i Austro-Węgrami, które doprowadziły ostatecznie do zawarcia 3 marca 1918 przez Rosję Sowiecką separatystycznego pokoju z Państwami Centralnymi (traktat brzeski).
Po traktacie brzeskim Ioffe od marca do listopada 1918 reprezentował RFSRR w Berlinie jako ambasador. Oprócz normalnych obowiązków dyplomatycznych uczestniczył w organizacji rewolucji komunistycznej w Cesarstwie Niemieckim. Brał udział w rokowaniach z Polską w Rydze w czasie wojny polsko-bolszewickiej, w których następstwie podpisano w październiku 1920 zawieszenie broni w wojnie, a następnie 18 marca 1921 traktat pokojowy. Przez polską delegację zapamiętany został jako godny i inteligentny przeciwnik. Udział wziął również w negocjowaniu traktatu pokojowego z Estonią (2 lutego 1920 w Tartu) i traktatu pokojowego z Łotwą (11 sierpnia 1920 w Rydze). W latach 1922–25 był ambasadorem ZSRR w Chinach i Austrii.
Od 1926 zajmował się pracą naukową.
W konflikcie między Trockim i Stalinem wziął stronę tego pierwszego. Po zdymisjonowaniu Trockiego z funkcji partyjnych Ioffe, trapiony chorobą (neuropatią obwodową), załamany nagonką antytrockistowską, po odmowie zgody na wyjazd zagraniczny dla przeprowadzenia leczenia, popełnił samobójstwo. Wdowa po nim, Maria, została zesłana. Zdaniem Trockiego był „dobrym, wnikliwym mówcą, chwytającym swą mową za serce”.

## Galeria

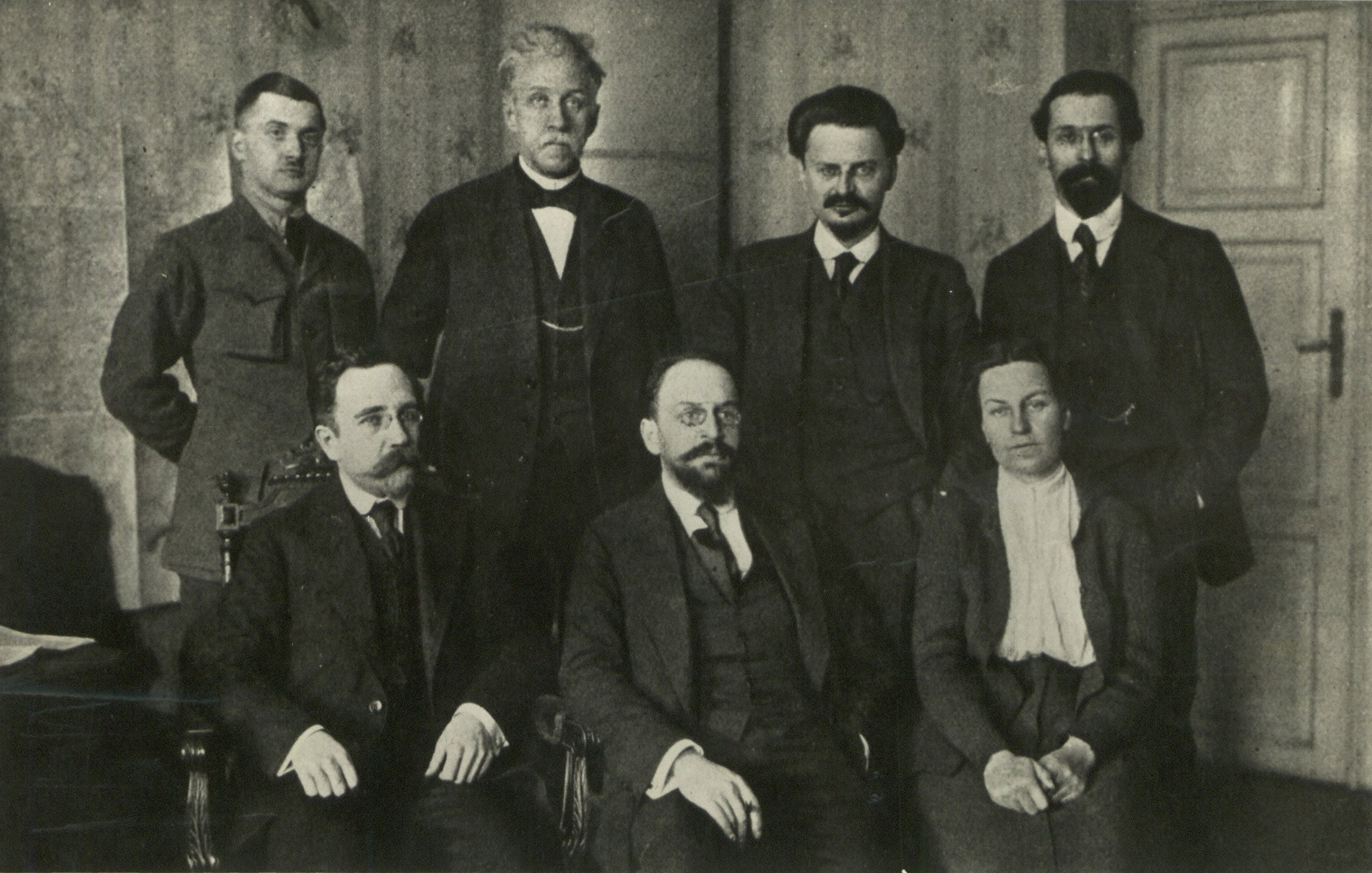
Delegacja sowiecka na rokowania pokojowe z Państwami Centralnym. Brześć, 18 stycznia 1918
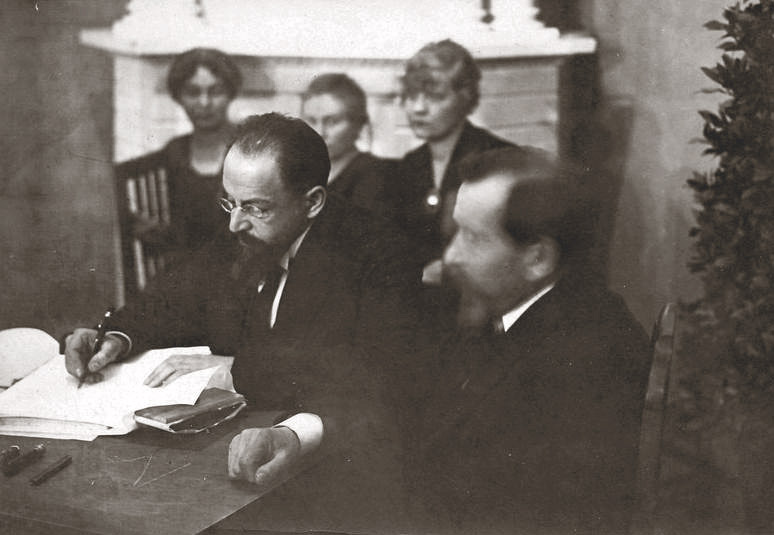
Adolf Ioffe podpisujący sowiecko-estoński traktat pokojowy. Tartu, 1 lutego 1920
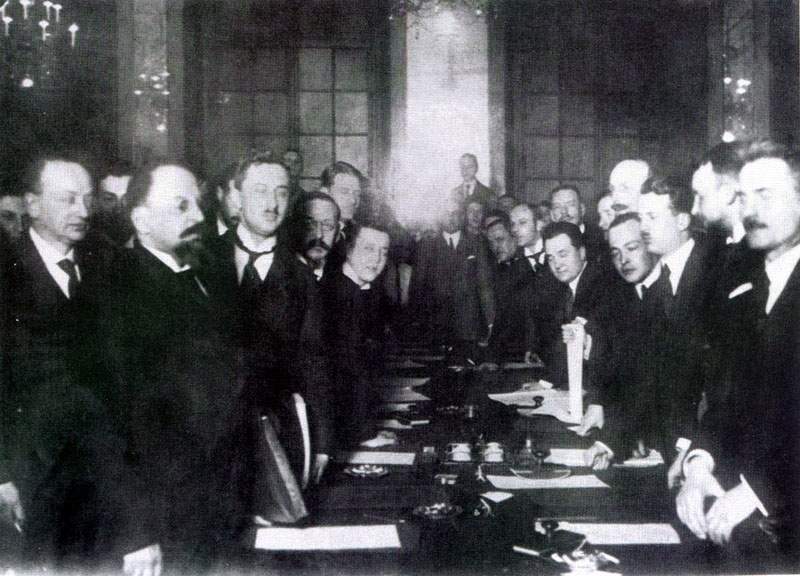
Podpisanie polsko-sowieckiego traktatu pokojowego. Ryga, 18 marca 1921. Adolf Ioffe po lewej.